# 西藏旅行對等法
《西藏旅行對等法》（英語：The Reciprocal Access to Tibet Act），是一部美國法律，由麻薩諸塞州民主黨众議員麥高文在4月提出法案，分別於美國眾議院及美國參議院於2018年9月25日及2018年11月28日通過，在獲得參眾兩院通過後並由總統川普於2018年12月19日簽署生效，旨在促進中美關係平等旅行交流。

## 歷史
法案提到，美籍藏人試圖申請簽證去西藏探親或西藏朝聖（參見藏傳佛教的朝聖）時，總是會受到中國使領館的歧視性對待，因此法案要求中國政府允許美國記者、外交官和遊客不受限制地前往西藏。國際聲援西藏運動（ICT）主席梅卡奇（Matteo Mecacci）在官網撰文表示，參議院外交關係委員會對此法案的一致通過，再一次反映出美國民眾對西藏境內局勢的擔憂，以及對美國公民無法訪問西藏的關切。ICT新聞稿表示，目前，中國嚴格限制外國人進入西藏，但中國公民卻可以在美國和其他民主國家自由旅行。
美國國務院曾表示，2011年5月至2015年7月期間，美國政府官員共提出39項外交人員訪問西藏的請求，但只有4項獲得批准。國際非政府組織人權觀察表示，進入西藏比進入北韓更加困難。
2020年7月7日，美國以實施《西藏旅行對等法》為由對对中国相关官员实施签证限制措施。7月8日，中国也对一些與涉藏問題有關的美国人實行签证限制。

## 內容
根據《西藏旅行對等法》要求，國務卿將在90天內，評估美國公民赴西藏的情況，並向國會提交報告，點名究竟是哪些中國官員禁止美國人進入西藏，並依此法對其實施制裁，未來5年國務卿也都必須每年向國會提交報告。

## 相关
- 2019年5月，美国驻华大使泰里·布兰斯塔德访问西藏。为2015年后，且为西藏对等旅行法通过后，美国驻华大使首次访问西藏；访问时值2018－2019年中美贸易战，大使到访西藏亦引发媒体关注[11][12]。中华人民共和国外交部在同月20日的例行记者会上，对大使访问西藏表示欢迎[13]。

## 反应
- 中国：外交部发言人华春莹就此事发表谈话指出，该法案严重违反国际关系基本准则，粗暴干涉中国内政，向“藏独”分裂势力发出严重错误信号，对中美交流与合作具有严重危害性。华春莹强调西藏事务纯属中国内政、不容任何外国势力干预，以四个“严重”形容其后果，并警告美方停止利用涉藏问题干涉中国内政，不得将该法付诸实施，否则由此产生的后果只能由美方负完全责任[14]。